# Paris (Maine)
Paris város az USA Maine államában, Oxford megyében, melynek megyeszékhelye is. Lakosainak száma 5179 fő (2020. április 1.).

## Népesség
A település népességének változása:
| Lakosok száma | 844  | 3739 | 4168 | 4492 | 4793 | 5183 | 5179 | 5265 |
|               | 1800 | 1970 | 1980 | 1990 | 2000 | 2010 | 2020 | 2021 |